# Eden Viaggi
Eden Viaggi è un tour operator italiano parte di Alpitour World.

## Storia
Eden Viaggi è stata fondata nel 1983 da Nardo Filippetti. Inizia la sua attività occupandosi di turismo studentesco, per poi trattare vacanze balneari a livello nazionale e internazionale.
Nel luglio 2016 rileva Hotelplan Italia, proprietario anche del marchio Turisanda.
Nel luglio 2018 entra a far parte di Alpitour World.